# Stříbrná Skalice (hrad)
Stříbrná Skalice je zaniklý hrad ve stejnojmenné obci v okrese Praha-východ. Stával v poloze Na Hradě v okolí kostela svatého Jana Nepomuckého a dochovaly se z něj nepatrné zbytky zdiva.

## Historie
První písemná zmínka o skalickém hradu je nepřímá a nachází se v predikátu Ješka ze Skalice zmíněného v roce 1361. August Sedláček uvádí v letech 1360–1362 Ctibora ze Skalice. Předpokládá se tak, že hrad v té době již stál. Na přelomu čtrnáctého a patnáctého století byl pánem hradu Bohdal z Drahonic a v letech 1402–1403 hrad přešel do majetku krále Václava IV., který na něm měl jako purkrabího Racka Kobylu ze Dvorce. V roce 1403 uherský král Zikmund zajal Václava IV., zmocnil se hradů Bezděz a Blansko a rozhodl se dobýt také hrad ve Skalici. Racek Kobyla i s posádkou hrad tajně opustili a odešli na hrad v Ratajích, takže Zikmundovy oddíly hrad snadno dobyly.
V roce 1403 Václav IV. daroval hrad Skalici Janu Sokolovi z Lamberka, v letech 1412–1415 se psal ze Skalice také Kolman z Křikavy a později panství získal sázavský klášter. Během husitských válek zastavil císař Zikmund Skalici pánům z Kunštátu, kterým patřila do roku 1566. Není však jisté, jestli byl na počátku patnáctého století pobořený hrad opraven.
Podle urbáře z roku 1677 z hradu zbývaly jen zříceniny, které byly v roce 1730 rozebrány na stavbu kostela svatého Jana Nepomuckého.

## Stavební podoba
Vzhledem k existenci věže patřil hrad ve Skalici nejspíše k hradům bergfritového typu. Do dvacátého století se dochovala zejména část bergfritu, který stával severně od kostelního presbytáře s přilehlými fragmenty hradeb. Palác, který stával v západní části areálu, zanikl bez viditelných zbytků. Pouze v níže položené přilehlé zahradě zůstal fragment kamenné zdi, ale jeho vztah k hradu je nejasný.